# 南海島
座標: 北緯34度47分 東経127度55分 / 北緯34.783度 東経127.917度
南海島（ナメド）は朝鮮半島南岸にある島。 大韓民国で5番目に大きい島で、 慶尚南道南海郡に属している。面積は300㎢。